# Union monétaire latine
Pour les articles homonymes, voir Union latine et Latin.
- États membres de l'union monétaire
- Participation via un accord bilatéral
- Participation via un alignement unilatéral
- Colonies

L’Union monétaire latine est une union monétaire fondée sur le régime de bimétallisme or-argent. Elle a été constituée par une Convention monétaire du 23 décembre 1865, unissant quatre pays signataires européens (France, Belgique, Suisse, Italie), rejoints par la Grèce dès 1868. L’Union fut dissoute le 1er janvier 1927.

## Contexte de la convention

### Système du franc germinal
La France avait institué un système monétaire, dit du franc germinal, en référence aux deux lois fondatrices, celle du 18 germinal an III (7 avril 1795) qui institue la monnaie et sa décimalisation (1 franc = 100 centimes), et celle du 7 germinal an XI (27 mars 1803), qui fixe la valeur du franc germinal à peu ou prou la parité de l'ancienne Livre tournois.
La loi du 17 germinal an XI (7 avril 1803) institue le bimétallisme selon un rapport d'échange fixe entre l'or et l'argent de 1 or pour 15,5 argent.
|         | argent pur  | or pur         | ratio argent/or |
| ------- | ----------- | -------------- | --------------- |
| 1 franc | 4,5 grammes | 0,29025 gramme | 15,5 environ    |

### Environnement monétaire international
L'adoption partielle ou complète du système du franc germinal à l'extérieur des frontières françaises avait créé un embryon de système monétaire international. La décimalisation avait été adoptée par les États-Unis dès 1795. Napoléon Ier avait tenté d’exporter, avec la Révolution, le système de germinal en Europe. Bien que cette tentative par la force échouât d'abord, le système fut ensuite adopté, en toute liberté, par la Belgique en 1830, par la Suisse et par l’Italie en 1860 (le duché de Parme et le royaume de Piémont-Sardaigne l’avaient déjà adopté depuis 1815).
La ruée vers l'or en Californie (1848) puis en Australie (1851) provoquèrent une baisse du prix relatif de l’or, aggravée par les effets de la guerre de Sécession, qui obligea l’Angleterre à importer plus de textiles d’Inde et à payer les soldes débiteurs de sa balance des paiements en argent. La conjugaison de ces événements provoqua une crise des règlements en monnaies d’argent selon le mécanisme suivant :
- La plus grande rareté relative de l’argent par rapport à l’or modifiait le prix relatif entre les deux métaux. La valeur physique de l’argent dépassait sa valeur légale. La différence entre ces deux valeurs représentait une prime sur le métal.
- Lorsque la prime couvrait les coûts de refonte, de frappe et de transport, il devenait alors intéressant de procéder à la thésaurisation ou à l’exportation des monnaies d’argent.
- Le retrait des monnaies d’argent entraînait une crise des règlements et de la circulation monétaire, par absence de signes monétaires en quantité suffisante. À cet égard, pour la France, la diminution des frappes en argent entre 1856 et 1864 est importante :

| Année | Frappes en argent | Frappes en or |
| ----- | ----------------- | ------------- |
| 1856  | 54,4              | 508,24        |
| 1857  | 3,47              | 572,56        |
| 1858  | 8,63              | 488,67        |
| 1859  | 8,38              | 702,70        |
| 1860  | 8,08              | 446,04        |
| 1861  | 2,52              | 84,66         |
| 1862  | 2,51              | 210,16        |
| 1863  | 0,25              | 230,20        |
| 1864  | 0,16              | 273,84        |

Les États du système germinal allaient répondre dans le désordre à cette crise des règlements. La Belgique mit fin au cours légal de l’or le 28 décembre 1850. Le 31 janvier 1860, la Suisse diminuait le titre des pièces en argent à 800‰. L'Italie faisait de même le 24 août 1862. La France adoptait une loi, le 25 mai 1864, disposant d’une mesure similaire pour les pièces de 20 et 50 centimes. Le désordre monétaire gagnait et rendait les échanges plus difficiles.
Cependant, ailleurs en Europe, en 1857, le Vereinsthaler fonde une union monétaire au sein du Zollverein,.
La convocation de la Convention monétaire, à Paris le 20 novembre 1865, était une tentative d’harmonisation des poids et titres des monnaies nationales pour sauver le régime bimétalliste de germinal et rétablir l’intercirculation des monnaies d’argent entre les pays signataires.
L'orient utilisait le monométallisme argent.

### Enjeux
Paris souhaite conserver le bimétallisme or-argent pour préserver les encours de la banque de France et des banques privées parisiennes. La Suisse et la Belgique souhaitent aller vers l'étalon-or.

## Principes de l'union

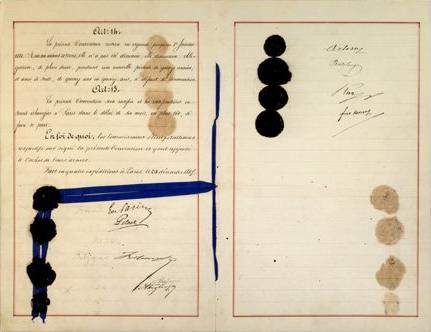
Le traité de 1865.

Présidée par Félix Esquirou de Parieu, fervent partisan d’une union monétaire « prélude aux fédérations pacifiques du futur », la Convention de Paris, dite de l'« Union latine », fut signée le 23 décembre 1865. Elle posait comme principes :
- l'uniformisation monétaire : chaque État signataire était tenu de battre monnaie en se conformant aux normes définies par les articles 2 à 4 de la Convention de 1865 ;
- le plafonnement de l’émission des monnaies divisionnaires de 2, 1, ½ et 1/5e d’unité de compte à raison de 6 francs par habitant (article 9). À noter que les plafonds d’émission de la monnaie fiduciaire n’étaient pas concernés et restaient une pure prérogative des États. De même pour les monnaies de billon ;
- le maintien des unités de compte nationales ;
- le bimétallisme intégral : la frappe de l’or et de l’argent était libre et leur pouvoir libératoire était illimité. Tout particulier pouvait apporter or et argent à la frappe et était tenu d’accepter en paiement, sans limitation, les monnaies d’or et d’argent nationales (sauf pour les monnaies divisionnaires d’argent à 835 ‰ dont la frappe était réservée aux États et le pouvoir libératoire limité) ;
- l’intercirculation des monnaies à l’intérieur de l'Union : les monnaies de chaque État ont cours légal dans l'Union (avec un plafonnement pour les monnaies divisionnaires d’argent).

Par ailleurs, le traité était renouvelable par tacite reconduction tous les 15 ans, à partir du 1er janvier 1880, sauf dénonciation par un pays signataire (article 14). Il était également ouvert à d’autres signataires (article 12), sous réserve d’unanimité des États membres de l'Union (selon les conventions de 1878 et 1885).
| Métal  | Nombre d'unités de compte | Titre en millièmes | Masse de la pièce en grammes | Diamètre en mm |
| ------ | ------------------------- | ------------------ | ---------------------------- | -------------- |
| or     | 100                       | 900                | 32,25                        | 35             |
| or     | 50                        | 900                | 16,13                        | 28             |
| or     | 20                        | 900                | 6,45                         | 21             |
| or     | 10                        | 900                | 3,23                         | 19             |
| or     | 5                         | 900                | 1,61                         | 17             |
| argent | 5                         | 900                | 25                           | 37             |
| argent | 2                         | 835                | 10                           | 27             |
| argent | 1                         | 835                | 5                            | 23             |
| argent | 0,50                      | 835                | 2,5                          | 18             |
| argent | 0,20                      | 835                | 1                            | 16             |

Le taux d'argent dans les pièces inférieures à 5 francs d'argent a été réduit à 835 ‰ pour éviter l'export de l'argent et donc la disparition des pièces d'argent.

### Exemples de pièces en or de l'Union latine
Quelques exemples de pièces en or de l'Union latine frappées à partir de 1865, hors France et Suisse, par ordre chronologique :
- Léopold Ier 20 francs (Union latine Belgique) frappée de 1834 à 1841 pour la tête laurée (puis de 1865 à 1866 pour Léopold Ier tête nue) ;
- Victor-Emmanuel II 20 lires (Union latine Italie) frappée de 1850 à 1878 ;
- François-Joseph 8 florins (Union latine Autriche-Hongrie) frappée de 1870 à 1892 ;
- Léopold II 20 francs (Union latine Belgique) frappée de 1867 à 1882 ;
- Georges Ier 20 drachmes (Union latine Grèce) frappée de 1876 à 1913 ;
- Charles III 20 francs (Union latine Monaco) frappée en 1878 et 1879 ;
- Umberto Ier 20 lires (Union Latine Italie) frappée de 1879 à 1897 ;
- Milan Obrenovitch IV 20 dinars (Union latine Serbie) frappée en 1879 et 1882 ;
- Carol Ier 20 lei (Union latine Roumanie) frappée en 1883 et 1890 ;
- Alexandre III 5 roubles (Union latine Russie) frappée de 1886 à 1894 ;
- Ferdinand Ier 20 leva or (Union latine Bulgarie) frappée en 1894 ;
- Nicolas II 7,5 roubles (Union latine Russie) frappée en 1897 ;
- Albert Ier 20 francs (Union latine Belgique) frappée en 1914.

|                             |
| Belgique, 20 francs (1871). |

|                             |
| Espagne, 20 pesetas (1887). |

|                           |
| France, 20 francs (1869). |

|                            |
| Grèce, 20 drachmes (1884). |

|                          |
| Italie, 20 lires (1873). |

|                           |
| Suisse, 20 francs (1883). |

|                                     |
| Liechtenstein, 20 couronnes (1898). |

## Évolution et fin de l'Union latine

### Succès rapide mais incomplet
Le succès de l’Union latine, mesuré par le nombre de pays ayant adopté le système (32 au total), a posé les bases d’un système monétaire international. Il faut noter deux absents de taille : le Royaume-Uni et l'Empire allemand. Toutefois, l'échec du congrès monétaire international de 1867 (cf. infra) cantonnait l'Union dans un statut de zone monétaire.
| Pays signataires                       | Belgique (1865), France (1865), Italie (1865), Suisse (1865), Grèce (1868)                                           |
| Pays associés (par accords bilatéraux) | Autriche-Hongrie, Crète, Espagne, Finlande, Liechtenstein, Monaco, Russie, Saint-Marin, Suède, Roumanie, Vatican     |
| Pays alignés (unilatéralement)         | Argentine, Bulgarie, Chili, Haïti, Indes occ. danoises, Luxembourg, Pérou, République dominicaine, Serbie, Venezuela |
| Pays sous statut colonial              | Comores, Congo belge, Érythrée, Porto Rico, Tunisie                                                                  |

L'Empire chérifien rejoint l'Union de facto en 1882 en créant le rial hassani.

### Possible adhésion des États-Unis

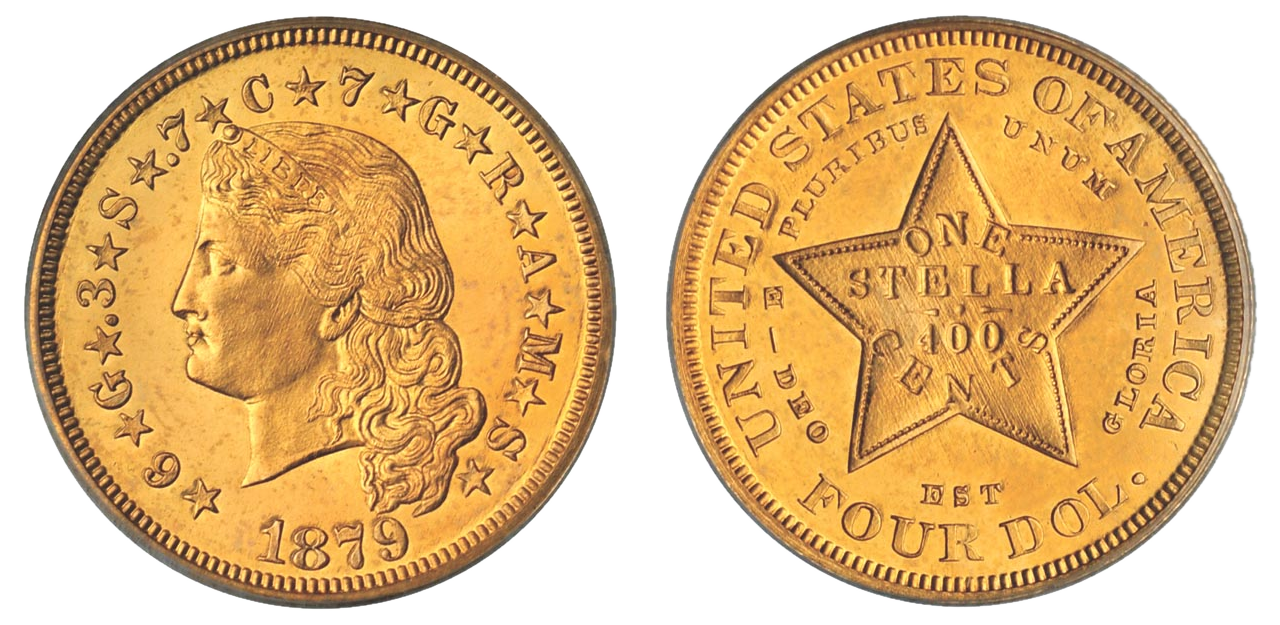
Essai en or de la Monnaie des États-Unis d'une valeur de 1 stella = 4 dollars américains (1879-1880), équivalant à 20 francs.

Les États-Unis prirent deux initiatives pour préparer leur adhésion à l'Union :
- le Mint Act de 1873 ajustait le poids des pièces d'argent de 1 dime, 1/4 et 1/2 dollar à la norme de 25 gr. au titre de 900‰ pour 1 dollar, les alignant ainsi sur la norme de l'Union (norme maintenue jusqu'à la cessation de la production de pièces d'argent aux États-Unis, en 1965) ;
- la Monnaie des États-Unis frappa des essais de monnaies d'or, appelés des « Stellas » en 1879 et 1880, d'une valeur faciale de 4 U.S. dollars (ou 20 francs français).

L'objectif était d'ajuster le ratio américain entre l'or et l'argent de 16 g d'argent pour 1 g d'or sur celui de l'Union (15,5/1), mais le Congrès américain décida finalement le maintien du ratio or/argent à 16/1.

### Problèmes de fonctionnement intrinsèques de l'Union

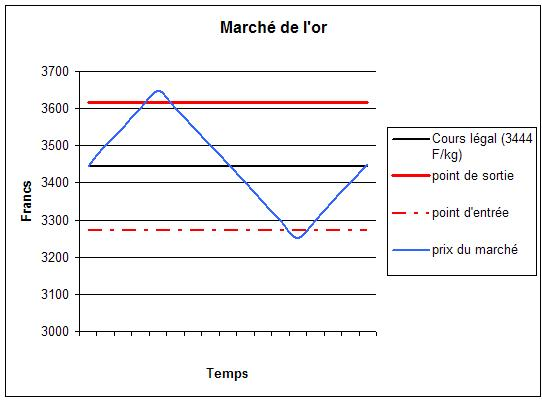
Mécanisme de fonctionnement du régime bimétalliste de l'Union latine : à Paris, le prix du kilo d'or est fixé à 3450 francs français.

Le fonctionnement de l'Union était intrinsèquement gêné par deux problèmes : les fluctuations des cours relatifs des métaux et les fluctuations des changes.
Les différences de valeurs entre la monnaie physique et la monnaie légale, créées par les variations exogènes des prix des métaux sur leurs marchés, formaient une prime sur le métal. Le point de sortie des espèces métalliques était égal à la prime positive sur le métal plus les coûts de fonte, frappe et transport. Lorsque le prix du métal atteignait ce point de sortie, les espèces dans ce métal étaient thésaurisées ou exportées et disparaissaient (sortaient) de la circulation, selon le mécanisme décrit par la loi de Gresham. Ces sorties (de la circulation) contribuaient à faire baisser le prix du métal qui affluait alors sur le marché du métal, auto-régulant ainsi le système. Le point d'entrée était égal à la prime négative sur le métal moins les coûts de frappe et de transport. Lorsque le prix du métal atteignait le point d'entrée, le métal était apporté à la frappe. Ces entrées (dans la circulation) contribuaient à accroitre le prix du métal qui refluait du marché pour être frappé.
Les différences entre le cours du change d'une monnaie et son cours légal, liées à la création exogène de monnaie fiduciaire et de monnaie scripturale (non encadrée par la Convention de 1865) formaient une prime sur le change. Lorsque la prime sur le change d'une monnaie, le franc suisse par exemple, était positive, les espèces des autres monnaies étaient exportées vers la Suisse et disparaissaient de la circulation nationale, là-aussi selon le mécanisme décrit par la loi de Gresham.
Les variations croisées des prix des métaux et des cours de change rendaient complexes la compréhension des problèmes monétaires et leur résolution.

### Union évolutive
L’Union sut adapter ses principes aux problèmes des variations des changes et des cours des métaux. Mais au prix d'un reniement des principes adoptés initialement. Les conventions successives (1874, 1878, 1885, 1893, 1908) de l'Union latine l'orientèrent dans deux directions éloignées des principes fondateurs de la Convention de 1865.
L'Union évolua rapidement vers un monométallisme or :
- le Congrès de 1867 (Europe, États-Unis, Russie et Empire ottoman) adopta le principe d'une monnaie internationale basée sur la pièce de 5 francs or et ses multiples. Elle posa aussi le principe de l’étalon-or avec une période de transition pour le bimétallisme. Le Congrès échoua devant l'opposition de la Prusse, de l’Angleterre et des banques centrales, sous statuts privés à l’époque. Toutefois, la Convention de Vienne du 21 juillet 1868 unifiait les tarifs télégraphiques avec le franc comme unité de compte monétaire commune[7] ;
- en 1873, alors que la production d’argent augmentait, les États-Unis abandonnaient le principe de la liberté de frappe de l’argent et l’Allemagne adoptait le monométallisme or. L'Union latine suivit le mouvement. Par Convention additionnelle du 31 janvier 1874, le principe de liberté de frappe était limité par contingentement. La Convention de 1878 suspendait la frappe des monnaies d’argent dans l'Union. La Convention du 6 novembre 1885 prévoyait le remboursement en or des écus d’argent.

Par ailleurs, deuxième évolution majeure, la renationalisation de la circulation des monnaies d'argent :
- la Convention additionnelle du 15 novembre 1893 supprimait le principe d’intercirculation des monnaies divisionnaires d’argent italiennes ;
- la Convention additionnelle du 4 novembre 1908 supprimait l’intercirculation des monnaies grecques.

Le traité de 1865 est progressivement vidé de sa substance. Les principes fondamentaux du bimétallisme et de l’intercirculation n’étaient plus appliqués dès 1878 pour l’argent (pièce de cinq francs).

### Crise de 1914

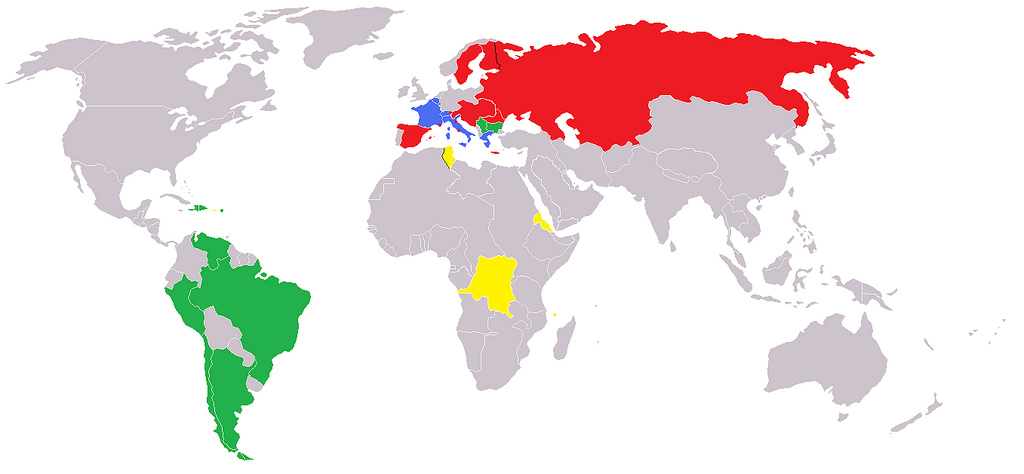
Union Latine et pays alignés en 1914 :
États membres de l'union monétaire
Participation via un accord bilatéral
Participation via un alignement unilatéral
Colonies

La Première Guerre mondiale entraîna la thésaurisation des monnaies d’or et d’argent. La loi du 5 août 1914 aggrava le phénomène en instituant le cours forcé du billet et la suspension de la convertibilité en or.
L'émission de billets augmenta fortement, mais à des vitesses différentes selon les pays de l'Union. En conséquence, les parités de change entre les monnaies de l'Union divergèrent rapidement. Parallèlement, les prix du métal argent oscillèrent fortement.
L'instabilité conjuguée des changes et des marchés des métaux, provoquée par la guerre, rendit impossible le retour aux principes de fonctionnement de l'Union latine au lendemain de la guerre.
Mais l'utilisation de plusieurs subterfuges permirent de faire durer l'Union quelques années de plus, sur le papier.
Ainsi, la France n’émit plus de monnaies d’or mais continua à émettre des monnaies divisionnaires de 1/2F, 1F et 2F jusqu’en 1920, selon les normes de la Convention de 1865. En 1921, le seigneuriage étant devenu négatif sur la frappe de l'argent, la France préféra ne plus émettre de monnaies divisionnaires plutôt que de dénoncer la Convention de 1865, entraînant une crise des règlements qui déboucha sur la frappe de monnaies de nécessité, émises au nom des chambres de commerce.
L'effondrement des stocks d'or pour financer l'effort de guerre et les découvertes massives d'argent au Nevada et en Amérique latine conduisent à des dévaluations qui contribuent à déséquilibrer l'Union latine.
À ce stade, l'Union était caduque. Fin 1925, de guerre lasse, la Belgique dénonça la convention, qui fut dissoute le 1er janvier 1927.
Les dernières pièces de monnaie à avoir été frappées selon les standards de l'Union latine sont les 1/2 Fr., 1 Fr. et 2 Fr. suisses en 1967.